# Йонна Лі
Йонна Лі (швед. Jonna Lee; нар. 3 жовтня 1981, Лінчепінг, Швеція) — шведська співачка, автор-виконавець, музичний продюсер, засновниця та головна учасниця аудіовізуального проекту iamamiwhoami.

## Біографія
Йонна Емілі Лі народилася в Лінчепінзі, Швеція. Дитячі роки дівчинка провела в невеликому містечку, а підлітком переїхала до Лондона, де жила з музикантом Пітом Доерті. Згодом вона повернулася на батьківщину в Стокгольм.

## Кар'єра
Дебютний сольний альбом «10 Pieces, 10 Bruises» співачка випустила в 2007 році. Її першим синглом став «Dried Out Eyes». Наступного року вийшов «And Your Love», записаний разом з Едом Гаркортом. Після випуску міні-альбому «This War» виходить другий студійний альбом «This Is Jonna Lee», спродюсований Класом Б'єрклундом.

### iamamiwhoami

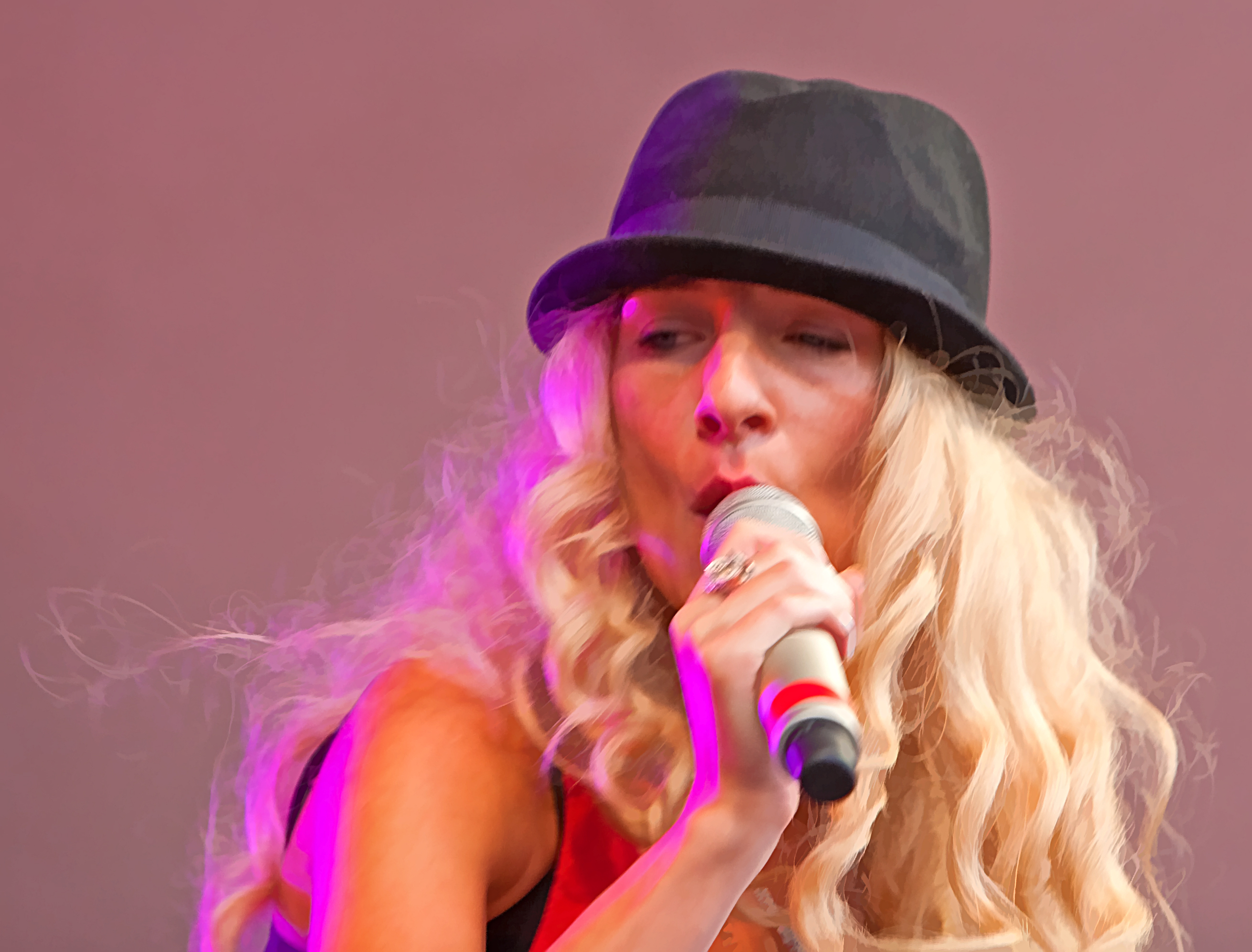
Йонна Лі на гей-прайді в Стокгольмі, 2010 р.

У грудні 2009 на YouTube-каналі виходить дебютний відео тізер. До кінця березня 2010 було завантажено сім кліпів користувачем iamamiwhoami. Менеджери Йонни Лі не підверджували й не спростовували причетність співачки до проекту, що породило дискусії в інтернеті. Хоча артистку можна було ідентифікувати після виходу кліпу «t» та виступі на фестивалі в місті Гетеборг, лише в 2012 році Йонна Лі дала перше інтерв'ю, яке стосувалося iamamiwhoami.
У 2012 році виходить дебютний альбом iamamiwhoami «Kin» під лейблом To whom it may concern, де Йонна значилась як продюсер, автор пісень і візуальний продюсер. Наступного року був випущений альбом «Bounty». У 2012—2013 роках було здійснено світовий тур. У 2014 вийшов альбом «Blue», який отримав переважно позитивні відгуки.

### ionnalee
Після тривалої перерви Йонна Лі повертається під псевдонімом ionnalee. Перший сингл «Samaritan» був випущений у 2017 році. За ним вийшли «Not Human», «Simmer Down», «Gone». Того ж року було анонсовано вихід альбому «Everyone Afraid to Be Forgotten», який вийшов 16 лютого 2018.

## Йонна Лі та Україна
1 липня 2017 року Йонна Лі відвідала Україну, виступивши на фестивалі Atlas Weekend разом з гуртом Röyksopp. Наступного року співачка виступила в одному із столичних клубів з презентацією свого нового альбому.

## Дискографія

### Сингли
| Рік  | Назва                              | Лейбл                  |
| ---- | ---------------------------------- | ---------------------- |
| 2007 | «Dried Out Eyes»                   | Razzia Records         |
| 2007 | «If I Was A Girl» (з Double Park)  | After Hours Music      |
| 2008 | «And Your Love» (з Едом Гаркортом) | Razzia Records         |
| 2008 | «I Wrote This Song»                | Razzia Records         |
| 2009 | «My High»                          | Razzia Records         |
| 2009 | «Lake Chermain»                    | Razzia Records         |
| 2009 | «Something So Quiet»               | Razzia Records         |
| 2017 | «Samaritan»                        | To whom it may concern |
| 2017 | «Not Human»                        | To whom it may concern |
| 2017 | «Simmer Down»                      | To whom it may concern |
| 2017 | «Gone»                             | To whom it may concern |
| 2018 | «Dunes of Sand»                    | To whom it may concern |
| 2018 | «Joy»                              | To whom it may concern |
| 2018 | «Work»                             | To whom it may concern |

### Міні-альбоми
| Рік  | Назва      | Лейбл          |
| ---- | ---------- | -------------- |
| 2008 | «This War» | Razzia Records |

### Альбоми
| Рік  | Назва                             | Лейбл                  |
| ---- | --------------------------------- | ---------------------- |
| 2007 | «10 Pieces, 10 Bruises»           | Razzia Records         |
| 2008 | «This Is Jonna Lee»               | Razzia Records         |
| 2018 | «Everyone Afraid to Be Forgotten» | To whom it may concern |